# Shabiha
La Shabiha (en árabe levantino del norte como: شبيحة šabbīḥa; latinizado como Shabeeha o Shabbiha y traducido vagamente como "espiritus", "fantasmas" o "sombras") era un grupo paramilitar sirio leal al gobierno y al Partido Baaz compuesto por Alauitas aunque con una cantidad considerable de  Sunitas en sus filas como en la zona de Alepo ,aparentemente disuelta en el año 2000 resurgió en 2011 en la antesala de la guerra civil siria.

## Historia

### Origen del nombre
El término Shabbiha' ha sido traducido del árabe en diferentes formas, la más conocida y popular es la traducción de fantasma o espíritu, también se le asocia fuertemente con la palabra matón, aunque el término como tal no existe en el árabe formal, extraoficialmente el término se usó por primera vez en la Guerra Civil del Libano por los izquierdistas libaneses  para referirse a las milicias pro-sirias quienes le daban relevo al ejército sirio es sus tareas de pacificación  

### El grupo en cuestión
La descripción más conocida del Shabia surgió en el 2011 extendida por la Oposición Siria como una organización criminal fundada en la década de los 80  por Muhammad Tawfiq al-Assad  sobrino del presidente sirio Hafez Al Assad, quien estaba  compuesta únicamente por Alauitas y activos en un principio en la región mediterránea de Siria alrededor de Latakia, Banias y Tartous, dedicándose principalmente al contrabando en las zonas portuarias y hacia  Líbano,quien para entonces en el año 2000  es aparentemente disuelta por el aquel entonces nuevo presidente Bashar al-Ásad  luego de verse comprometida en la década de los 90 como un grupo sancionado y que luego resurgió en las Protestas en Siria de 2011  como una herramienta del aparato represivo del gobierno sirio
Otra explicación sobre el grupo es sobre la rama juvenil del Partido Baaz Árabe Socialista  de nombre  “Shabeeba” (Organización de la Juventud Revolucionaria)  quien se estableció para los candidatos potenciales más jóvenes para formar parte del Partido Baaz formalmente , al igual que los Boy Scouts pero mucho más político seleccionando a los nacionalistas árabes muy devotos con tendencias progresistas y seculares . La organización tiene su carácter paramilitar como una medida para asistir a las fuerzas de seguridad nacional en tiempos de crisis o bien preparar a su militicancia para una virtual entrada a las Fuerzas Armadas.

### Resurgimiento 2011-2012
Véase Guerra civil siria
El grupo hizo su reaparición en marzo del 2011 en la  escala de violencia y la antesala de la guerra civil. Medios occidentales haciendo eco en la disidencia siria  narraban como miembros de un grupo de matones, la Shabiha al servicio del gobierno sirio reprimían a la población junto a las fuerzas de seguridad locales adjudicándole asesinatos, torturas y secuestros como en la masacre de Houla, de paso medios alternativos y simpatizantes al gobierno sirio califican estas acusaciones como manipulación mediática o actos de falsa bandera de grupos militantes sunníes antigobierno. En diciembre de 2012 un corresponsal de la cadena NBC News de nombre Richard Engel dijo ser secuestrado junto a sus compañeros durante 5 días en Siria por un grupo armado leal al gobierno sirio, la Shabiha, el profesor de ciencias políticas y bloguero As’ad AbuKhalil desde el comienzo se mostró escéptico al dedo acusador de Engel, tiempo después el New York Times afirmó que se trataba de un grupo conectado al Ejército Libre Sirio, no fuerzas leales al gobierno.
Junto con los llamados ''Comités Populares'' la Shabiha componía la primera y aquel entonces única estructura paramilitar leal al gobierno sirio a comienzos de la guerra,aunque gradualmente ambos grupos fueron disueltos para optar a una opción más versátil con asesoría iraní, las  Fuerza de Defensa Nacional. La desintegración de la Shabiha no representó ninguna transcendencia a la opinión pública occidental opuesta al gobierno sirio y el término ''Shabbiha'' terminó usándose como un improperio por parte de las fuerzas rebeldes en contra las fuerzas leales al gobierno sirio. En 2015 Hussein Tawfiq al-Assad,hijo del fallecido fundador del Shabbiha Muhammad Tawfiq al-Assad fundó la milicia Brigadas Leones de Hussein (Liwa Usud al-Hussein,أسود الحسين) que se encuentra activa en la zona de Latakia.

## Liderazgo
Después del mandato de Namir al-Assad a la cabeza del grupo hasta el estallido de la guerra civil siria las células de la Shabiha se dividían y actuaban bajo la tutela de varios líderes tribales en diferentes puntos del país. En Alepo la milicia estaba comandada por Zaino Berri,una figura prominente del clan Sunita Al Berri (capturado y ejecutado en 2012), por el primo segundo del presidente sirio Mohammed Tawfiq al-Assad en Qardaha (muerto en 2015) y por Ayman Jaber en Latakia.